# 1996年至1997年英格蘭足總盃
1996/97球季英格蘭足總盃（英語：FA Cup），是第116屆英格蘭足總盃，今屆賽事的冠軍是車路士，他們在決賽以2:0擊敗米杜士堡，奪得冠軍。
車路士在25年來首次奪得足總盃冠軍。

## 外部連結
1. 英格蘭足總盃官網Archive-It的存檔，存档日期2012-04-24
2. 英格蘭足總盃 歷屆冠軍（页面存档备份，存于）